# Руденко, Анатолий Кириллович
Анатолий Кириллович Руденко (род. 7 октября 1982, Москва) — российский актёр театра и кино.

## Биография
Родился 7 октября 1982 года в Москве, в семье актёров Кирилла Макеенко (род. 1960) и Любови Руденко (род. 1959). По утверждению его матери, биологический отец Анатолия Руденко — актер Александр Мартынов. Бабушка по матери Дина Солдатова (30 апреля 1928 — 30 сентября 2018) — актриса. Практически все детство Руденко прошло на работе у матери и отца, в театре и на киностудии «Мосфильм», куда его часто брала с собой мать. В 13 лет сыграл в фильме Эльдара Рязанова «Привет, дуралеи!», где сыграл Митрофана, сына Юрия Каблукова (Слава Полунин) и Светланы (Татьяна Догилева). Его родная тётя была руководителем турагентства.
В 2004 году окончил Театральный институт имени Бориса Щукина (курс Е. В. Князева). Служил в армии, в ЦАТРА, после окончании службы остался в труппе этого театра.
На первом курсе Щукинского училища сыграл в сериале «Простые истины» роль старшеклассника Димы Карпова. Затем последовали роли в сериалах «Воровка», «Пятый ангел», «Дорогая Маша Березина» и «Бедная Настя». Наибольшую известность ему принес сериал «Две судьбы», снятый режиссёром Владимиром Краснопольским. Руденко сыграл главную роль Петра Юсупова. Самыми значимыми картинами последнего времени с участием Руденко можно считать «Сердце не камень», «Вместе», «Два Ивана», «Спираль», «Красная королева».

## Инцидент  с наркотиками
Задержан в Москве в январе 2024 года с наркотическими веществами. Возбуждено уголовное дело. Анатолий не стал отрицать свою вину, раскаялся в содеянном и активно сотрудничал со следствием, что позволило рассмотреть его дело в особом порядке. На первом же слушании судья вынес приговор.

## Личная жизнь
В 2001 году на съёмках сериала «Простые истины» Руденко познакомился с актрисой Татьяной Арнтгольц. Они состояли в отношениях два года.
В 2007 году на съёмках сериала «Ангел-хранитель» у него завязались отношения с актрисой Дарьей Поверенновой. В 2010 году они расстались.
На съёмках сериала «Вчера закончилась война» познакомился с актрисой Еленой Дудиной. В 2012 году пара поженилась. 19 июня 2012 года у них родилась дочь Милена

## Общественная позиция
В феврале 2022 года поддержал вторжение России на Украину[уточнить].

## Театральные работы
Дипломные спектакли:
- «Абрикосовый рай»;
- «Зойкина квартира».

### ЦАТРА
- Борис Бороздин — В. Розов, «Вечно живые»;
- Джек — «Похищение принцессы фей»;
- Пётр Бородин — В. Ежов, «Соловьиная ночь»;
- Гарольд — А. Житинкин, «Школа любви».

## Фильмография
- 2024 — Цвет граната — (Евгений Аверин, нейрохирург)
- 2023 — Триггер. Фильм — (Никита, владелец бара)
- 2021 — Свадебные хлопоты
- 2020 — Расколотые сны — Илларион
- 2020 — парадоксы
- 2020 — И расцвёл подсолнух
- 2020 — Тет-а-тет
- 2020 — Ошибка
- 2020 — Игрушка — Слава Демидов, психолог
- 2020 — День Святого Валентина — Владимир Борисов
- 2019 — Я не такой. Я не такая — Саша, жених Нади
- 2019 — Тайсон — Карелин
- 2019 — Никогда не говори «никогда» — Анатолий
- 2019 — Не приходи ко мне во сне — Миша
- 2019 — Любовницы — парень в кафе
- 2018 — Шахматная королева — Юрий
- 2018 — Третий должен уйти — Илья Андреев
- 2018 — Табу
- 2018 — Сердечных дел мастера — кардиолог Калашников
- 2018 — Плата за спасение
- 2018 — Одна ложь на двоих — Влад, возлюбленный Вари
- 2018 — Верни мою жизнь — Игорь
- 2018 — Верить и ждать — Фёдор
- 2018 — Боль чужой потери — Никита
- 2017 — От судьбы не зарекайся — Гриша Андреев
- 2016 — Правда Саманты Смит — Джон Томсон, агент ФБР
- 2015—2017 — Последний мент — Андрей Васильев, напарник Алексея
- 2015 — Красная королева — Владимир Лавров, внук Августы Леонтьевны, лейтенант КГБ
- 2015 — Всё только начинается — Александр Попов
- 2014 — Спираль — Алексей Камышов
- 2014 — Разорванные нити — Максим Остапенко
- 2014 — Позови, и я приду — Роман
- 2014 — Подмена в один миг — Сергей Титов
- 2014 — Дорога домой — Максим Суханов, хозяин пиццерии
- 2013 — Я оставляю вам любовь — Андрей Чернышёв, судовой фельдшер
- 2013 — Тили-тили тесто — Иван Коротков, предприниматель
- 2013 — Разведчицы — Владимир Семёнов, жених Арины
- 2013 — Людмила — Сапрыкин, капитан
- 2013 — Дождаться любви — Глеб Яценко
- 2013 — Два Ивана — Иван Захаров
- 2013 — Букет — Сергей Сазонов
- 2013 — Берега моей мечты — Алексей Крылов
- 2012 — Только о любви — Саша, сын Ирины Сергеевны
- 2012 — Смерть шпионам. Лисья нора — Мокроусов, лейтенант
- 2012 — Сердце не камень — Пётр Зорин
- 2012 — Дело следователя Никитина — Андрей Никитин, старший следователь прокуратуры
- 2011 — Проездной билет — Сергей
- 2011 — Дуэль — Володя
- 2011 — Два билета в Венецию — Саша Жарков
- 2010 — Вчера закончилась война — Коля Зубов
- 2010 — Была любовь — Женя
- 2009 — Петля — Сергей Свешников, ст. лейтенант
- 2009 — Мой — Денис
- 2009 — Жить сначала — Александр Тарасов (Клондайк), начальник режима
- 2009 — Бумеранг из прошлого — Михаил и Николай Самойловы в молодости
- 2008—2009 — Рыжая — Сергей
- 2007 — И всё-таки я люблю… — Сергей, личный водитель генерала Лягушова
- 2008 — Две судьбы-4. Новая жизнь — Петя Юсупов
- 2007 — Путейцы SOS
- 2006—2007 — Моя Пречистенка — Фёдор, сын Николая Репнина
- 2006—2007 — Ангел-хранитель — Иван Круглов, бывший боксёр
- 2005 — Херувим — Стас в юности
- 2005 — Оперативный псевдоним — 2. Код Возвращения — эпизод
- 2005 — Две судьбы-3 — Пётр Юсупов
- 2005 — Две судьбы-2 — Пётр Юсупов
- 2004 — Они танцевали одну зиму — Саша, сын Валерии
- 2004 — Женщины в игре без правил — парень
- 2004 — Дорогая Маша Березина — Стас Березин, младший брат Маши Березиной, начинающий фотограф
- 2004 — Близнецы — Гриша Ерожин в юности
- 2003—2004 — Бедная Настя — Алексей Шубин, офицер, поручик
- 2003 — Фейерверк — Иван Усов, кадет
- 2003 — Пятый ангел — Владимир Тельнов в юности
- 2003 — Операция «Цвет нации» — эпизод
- 2003 — Марш-бросок — эпизод
- 2003 — Возвращение Мухтара-1 — Стас
- 2002 — Каменская-2 — Градов в юности; сын Градова
- 2002 — Казус Белли — Николай Иванов
- 2002 — Воровка-2. Счастье напрокат — Артём Берестов
- 2001 — Сыщик с плохим характером — Юрий
- 2001 — Пятый угол — первый попутчик
- 2001 — Воровка — Артём Берестов
- 1999—2003 — Простые истины — Дима Карпов
- 1996 — Привет, дуралеи! — Митрофан, сын Юры и Светланы